# European Federation of Financial Analysts Societies
Die European Federation of Financial Analysts Societies (EFFAS) ist ein europaweiter Zusammenschluss nationaler Berufsverbände für Finanzanalysten. Die Organisation vertritt mehr als 17.000 Kapitalmarktexperten (Investment Professionals) in 26 Ländern Europas.
Die Organisation bietet unter anderem die internationale Qualifizierung zum Certified European Financial Analyst (CEFA). Dieser Abschluss soll einen hohen und einheitlichen Ausbildungsstandard für Investment Professionals innerhalb Europas schaffen. Der CEFA vermittelt unter anderem ein fundiertes Wissen über die Besonderheiten des jeweiligen nationalen Marktes hinsichtlich Regulation und Marktstrukturen.
In Deutschland kann der CEFA als Teilzertifizierung im Rahmen des internationalen CIIA-Programms der DVFA, Deutsche Vereinigung für Finanzanalyse und Asset Management, erworben werden.

## Nationale Mitgliedsvereinigungen
| Land           | Name                                                               |
| -------------- | ------------------------------------------------------------------ |
| Belgien        | ABAF – Association Belge des Analystes Financiers                  |
| Bosnien        | Society for Market Studies                                         |
| Bulgarien      | BIMA Bulgarian Investment Managers Association                     |
| Deutschland    | Deutsche Vereinigung für Finanzanalyse und Asset Management        |
| Finnland       | The Finnish Society of Financial Analysts                          |
| Frankreich     | The French Society of Financial Analysts                           |
| Großbritannien | Chartered Institute for Securities & Investment                    |
| Griechenland   | Hellenic Association of Certified Stockmarket Analysts             |
| Italien        | Associazione Italiana degli Analisti e Consulenti Finanziari       |
| Kasachstan     | FIAK Financial Institutions' Association of Kazakhstan             |
| Kroatien       | Croatian Association of Financial Analysts                         |
| Lettland       | LASMP-Latvian Association of Securities Markets Professional       |
| Litauen        | Association of Financial Analysts                                  |
| Niederlande    | Dutch Association of investment professionals                      |
| Norwegen       | The Norwegian Society of Financial Analysts                        |
| Österreich     | Österreichische Vereinigung für Finanzanalyse und Asset Management |
| Polen          | Polish Association of Brokers and Investment Advisers              |
| Portugal       | APAF – Associação Portuguesa de Analistas Financeiros              |
| Rumänien       | Romanian Association of Financial-Banking Analysts                 |
| Russland       | The Guild of Investment and Financial Analysts                     |
| Serbien        | Association of Financial Analysts of Serbia                        |
| Spanien        | Spanish Institute of Financial Analysts                            |
| Schweden       | The Swedish Society of Financial Analysts                          |
| Türkei         | Sermaye Piyasasi Profesyonelleri (SPP)                             |
| Ukraine        | The Ukrainian Society of Financial Analysts                        |
| Ungarn         | Hungarian Capital Market Professionals Society                     |

## Ethische Prinzipien
Die EFFAS hat 2010 zusammen mit der Deutschen Vereinigung für Finanzanalyse und Asset Management (DVFA) eine Richtlinie zur Integration von Umwelt- und Sozialaspekten in die Finanzberichterstattung herausgegeben, die KPIs for ESG (Key Performance Indicators for Environmental Social & Governance Issues). 2022 hießen sie EFFAS ESG Essentials. Der Deutsche Nachhaltigkeitskodex knüpft in seinem Berichtsformat wahlweise an die 16 EFFAS-Indikatoren an.